# Amblymoropsis fusca
Amblymoropsis fusca là một loài bọ cánh cứng trong họ Cerambycidae.